# Hans von Graben zum Stein der Jüngere
Hans von Graben zum (von) Stein der Jüngere († 1593) war ein kärntnerischer Edelmann, der im 16. Jahrhundert gelebt hatte.

## Biografie

### Herkunft
Hans von Graben zum Stein der Jüngere war der Sohn von Hans von Graben zum Stein dem Älteren, und dessen ersten Ehegattin Ana Straufen, Tochter des Oswald Straufen. Er hatte zwei Geschwister aus des Vaters erster Ehe sowie vier weitere Geschwister aus dessen zweiter Ehe mit Margarita Manndorfferin (von Manndorff), worunter Georg von Graben zum Stein. Die Herren von Graben zur Linie Stein waren seit der Mitte des 15. Jahrhunderts in und um Lienz begütert und ansässig, vollzogen im Laufe des 16. Jahrhunderts einen gesellschaftlichen Abstieg hin zum niedrigen Landadel und zu lokalen landesfürstlichen Amtmännern. Ihre Eheschließungen gingen sie nicht mehr exklusiv mit altadeligen Edelleuten ein, sondern auch gelegentlich mit Patriziern, neugeadelten Gewerken als auch Handelsverwesern, Gewerbetreibenden etc.

### Nachkommen
Hans von Graben zum Stein der Jüngere war laut Gabriel Bucelin zwei Mal verehelicht. Aus seiner ersten Ehe mit Barbara Semlerin († 1572) hatte er folgende Kinder:
1. Maria von Graben zum Stein (genannt 1569), ehelichte Christoph Karl von Stachelburg (auch von Stahlburg), Sohn des 1538 nobilitierten Pflegers Georg Stachl zu Stachelburg; 1576 als Herr des Ansitzes Stachlburg genannt, den Erzherzog Ferdinand II. zu einem Edelsitz erhob
2. Georg von Graben zum Stein (genannt 1568; † vor 1593), verehelicht mit Appolonia Jendorfferin
3. Sabina von Graben zum Stain und Thurn (genannt 1565), mit Christoph Klingelmoser verheiratet
4. Johann von Graben zum Stein († vor 1593), ehelichte Judith Leopartiu
5. Christoph von Graben zum Stein (auch Von Graben in Stain; genannt 1564; † unbekannt: eventuell schon vor 1593), welcher mit seiner Ehegattin Catharina Gruoberin / Catharina Grueber folgende Töchter nachließ:
  1. Benigna von Graben zum Stein
  2. Maria Catharina von Graben zum Stein, ehelichte am 17. April 1652 zu Lienz mit dem Kunstmaler Melchior Tausch (Sankt Jakob in Defereggen, 1625 - Lienz, 7. Oktober 1695). Das Ehepaar hatte elf gemeinsame Kinder. Tausch gelangte durch diese Heirat in den Besitz des Hauses von Stieregg (Styriaegg), ehemals im Besitz der Familie von Graben aus der Steiermark; Stieregg war hernach auch das Geburtshaus von Beda Weber[3]
  3. Ursula von Graben zum Stein
  4. Barbara von Graben zum Stein
  5. Catharina von Graben zum Stein
  6. Johanna von Graben zum Stein
6. Oswald von Graben zum Stein († 1609), setzte die Linie Zum Stein fort

Aus Hans’ zweiter Ehe mit Anna Heppacherin de Tegnensee († 1593) entsprangen folgende Kinder:
1. Christina von Graben zum Stein
2. Andreas von Graben zum Stein
3. Sigismund von Graben zum Stein
4. Ursula Virgo von Graben zum Stein
5. Salome von Graben zum Stein

### Feudalherr

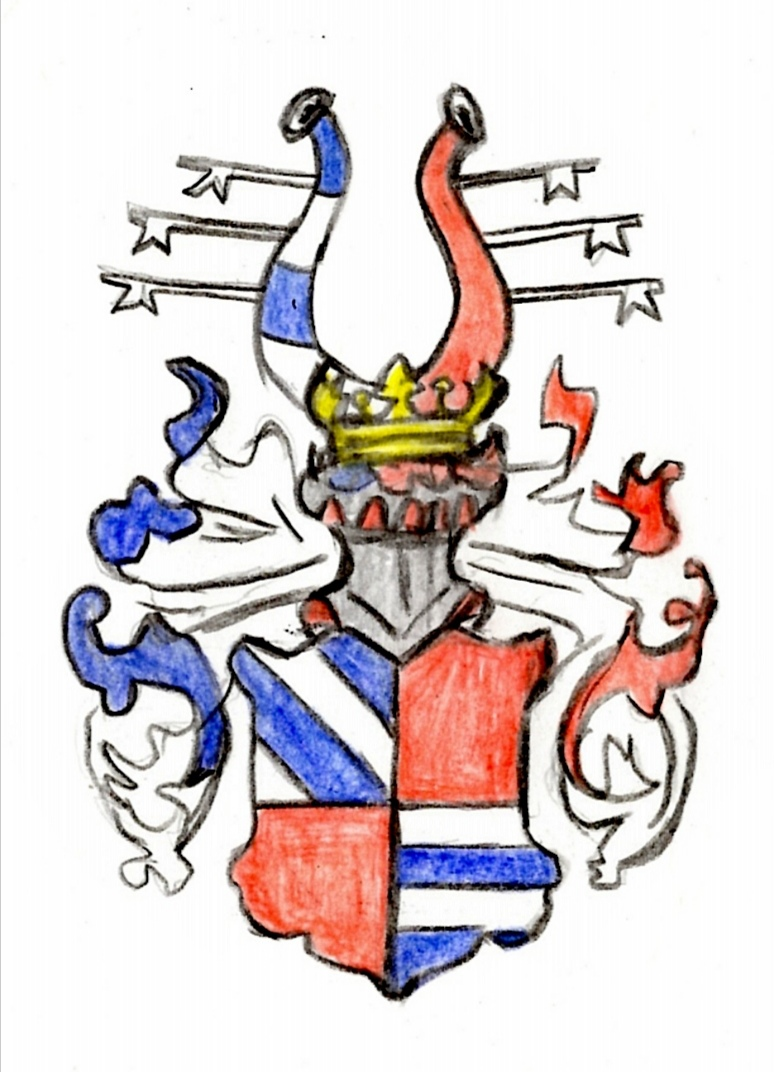
Wappen der Herren von Graben zum Stein

Hans von Graben zum Stein der Jüngere folgte nach des Vaters Tod im Jahre 1587 gemeinsam mit seinem Halbbruder Georg von Graben zum Stein in der Herrschaft Stein in Kärnten nach. Er und sein Halbbruder Georg waren auch Erbe der väterlichen Güter in und um Lienz, wobei der Ansitz Graben in der Hans von Graben Gasse zu nennen ist, sowie darüber hinaus eventuell Besitz in und um Toblach im heutigen Südtirol. Des Weiteren hatte Von Graben zum Stein den Ansitz Günn in Schwaz im heutigen Nordtirol zu Eigen. Für Von Graben zum Stein wurde der Ansitz im Jahre 1567 gefreit. Als Hans 1593 verstarb trat Georg als alleiniger Herrschaftsinhaber von Stein auf. Nach dem kinderlosen Tod von Georg trat Hansens jüngster Sohn aus erster Ehe, Oswald von Graben zum Stein als Erbe der gesamten Familiengüter auf.